# Typecasting
In de informatica is typecasting de conversie van een gegevenstype naar een ander gegevenstype.
Typecasting is een van oorsprong Engels begrip voor het verschijnsel dat een acteur zo geassocieerd raakt met een type rol (bv. held, slechterik, dokter, seksbom) of filmgenre (actiefilm, drama), dat hij of zij herhaaldelijk in soortgelijke rollen wordt gecast.
Als een acteur zelfs met één specifiek personage vereenzelvigd raakt, spreekt men van het swiebertje-effect.

## Oorzaak
Typecasting kan het gevolg zijn van een sterke identificatie van het karakter van de acteur met de gespeelde rol. Jodie Foster speelt bijvoorbeeld meestal sterke, zelfbewuste vrouwen en Hugh Grant was al vele malen te zien als stuntelige en daardoor charmante verleider. Al Pacino speelt ook vaak opvliegende, luid pratende gangsters en Jack Nicholson zelfbewuste, optimistische mannen. Bepaalde acteurs worden hierdoor haast een parodie van zichzelf. 
Bijrollen krijgen vaak weinig tijd en tekst om een karakter te definiëren. Typecasting heeft dan het doel om snel identificeerbare karakters te introduceren. 
Het kan echter ook zijn dat een acteur beperkt acteertalent heeft en simpelweg niet in staat is om personages te spelen die verder van hem of haar af staan. Zulke acteurs worden vaak karakteracteurs die hun hele leven dezelfde soort rollen spelen. 
Tot slot kunnen uiterlijke kenmerken typecasting tot gevolg hebben. Acteurs met een 'donker' of "lelijk" uiterlijk worden vaak in de rol van slechterik of mislukkeling gecast (Christopher Lee, Alan Rickman, Steve Buscemi, Klaus Kinski,...), jonge actrices vaak als naïef slachtoffer of femme fatale en oudere actrices klagen vaak dat ze alleen nog maar grootmoeders en treurende weduwen mogen spelen. Kindacteurs maken vaak mee dat wanneer ze ouder worden het publiek hen niet meer los van hun jeugdige rol kan zien. Oftewel worden ze dan eeuwig in soortgelijke, brave onschuldige rollen gecast of vinden ze geen werk meer. Komieken worden dan weer zelden aanvaard als vertolkers van serieuze rollen.

## Gevolgen voor de acteurs
Soms wordt de associatie van een acteur met een bepaald soort rol zo sterk dat het publiek hem niet meer aanvaardt in een andere rol. Dit leidt er soms toe dat hij of zij geen ander werk meer kan krijgen. Regisseurs vrezen dat de gezichtsbekendheid de verkeerde indruk van het personage of zelfs de hele film wekt. Dit gevaar bestaat vooral bij titelrollen in langlopende televisieseries. 
Acteurs proberen soms met hun imago te breken, meestal met wisselend succes. Bart De Pauw vernietigde zijn reputatie als verlegen maar sympathieke jongen door zich in Het Geslacht De Pauw neer te zetten als een ijdele, mediageile Bekende Vlaming. Harrison Ford is erin geslaagd te vermijden dat het publiek hem uitsluitend als Han Solo of Indiana Jones zou zien en Sean Connery wist ook met succes zijn imago als James Bond van zich af te schudden, net zoals Ann-Margret afrekende met haar musical-imago. In sommige gevallen kan een acteur breken met zijn imago, maar zal het publiek hem of haar eeuwig met die specifieke rol associëren. Luc Philips leeft in de herinnering van veel mensen verder als Pastoor Munte uit Wij, Heren van Zichem, Senne Rouffaer als Kapitein Zeppos, Carry Tefsen als Mien Dobbelsteen en Audrey Tautou als Amélie Poulain.

## Voorbeelden
- Frank Focketyn speelt haast uitsluitend zielige, onderdrukte mannetjes.
- Herman Verbruggen speelt altijd de domme kluns (cfr. Marc Vertongen).
- Sien Eggers speelt telkens weer naïeve, verstrooide, moederlijke types.
- Woody Allen speelt vaak neurotische intellectuele mannen.
- Edward G. Robinson speelde haast zijn hele leven gangsterbazen.
- Shirley Temple speelde vaak schattige meisjes.
- Jim Carrey, Jerry Lewis en Jacques Vermeire worden vaak gecast in rollen waarbij ze veel "gekkebekkentrekkerij" mogen vertonen.
- Dennis Farina speelde vaak een politieagent of een maffiabaas. Hij was in werkelijkheid een voormalige politieagent in Chicago.
- Louis de Funès speelde uitsluitend opvliegende driftkikkers.
- Christopher Lee speelde uitsluitend schurken.
- Henry Fonda speelde bijna zijn hele carrière heldhaftige mannen. Pas met Once Upon A Time In The West, toen hij al wat ouder was, kon hij dit imago doorbreken.
- Arnold Schwarzenegger en Sylvester Stallone spelen vrijwel onophoudelijk goedhartige, maar niet altijd even intelligente spierbundels.
- Horst Tappert door zijn rol als hoofdinspecteur Derrick in de Duitse krimi.